# Matthias Dorfer
Matthias Dorfer (ur. 7 marca 1993) – niemiecki biathlonista, trzykrotny medalista mistrzostw świata.

## Kariera
Po raz pierwszy na arenie międzynarodowej pojawił się w 2012 roku, startując na mistrzostwach świata juniorów w Kontiolahti, gdzie w kategorii juniorów młodszych zdobył srebrny medal w sprincie i brązowy w sztafecie. Na rozgrywanych dwa lata później mistrzostwach świata juniorów w Presque Isle zdobył złoty medal w sztafecie. W zawodach Pucharu Świata zadebiutował 9 grudnia 2016 roku w Pokljuce, zajmując 37. miejsce w sprincie. Tym samym już w swoim debiucie wywalczył pierwsze pucharowe punkty. Dwa dni później wspólnie z Erikiem Lesserem, Benediktem Dollem i Simonem Schemppem zajął trzecie miejsce w sztafecie.

## Osiągnięcia

### Mistrzostwa świata juniorów młodszych
| Rok  | Miejscowość | Konkurencje | Konkurencje | Konkurencje | Konkurencje | Konkurencje | Konkurencje | Konkurencje |
| Rok  | Miejscowość | IN          | SP          | PU          | MS          | RL          | MR          | SR          |
| ---- | ----------- | ----------- | ----------- | ----------- | ----------- | ----------- | ----------- | ----------- |
| 2012 | Kontiolahti | 5.          | 14.         | 2.          | nd.         | 3.          | nd.         | –           |

### Mistrzostwa świata juniorów
| Rok  | Miejscowość  | Konkurencje | Konkurencje | Konkurencje | Konkurencje | Konkurencje | Konkurencje | Konkurencje |
| Rok  | Miejscowość  | IN          | SP          | PU          | MS          | RL          | MR          | SR          |
| ---- | ------------ | ----------- | ----------- | ----------- | ----------- | ----------- | ----------- | ----------- |
| 2013 | Obertilliach | 26.         | nd.         | nd.         | nd.         | DSQ         | nd.         | –           |
| 2014 | Presque Isle | 7.          | nd.         | 4.          | nd.         | 1.          | nd.         | –           |

### Puchar Świata

#### Miejsca w klasyfikacji generalnej
| Sezon     | Miejsce |
| --------- | ------- |
| 2016/2017 | 91.     |

#### Miejsca na podium
- Dorfer nigdy nie stanął na podium indywidualnych zawodów PŚ.